# Bataille de Brouwershaven
Pour la bataille de 1490, voir Bataille de Brouwershaven (1490).
guerres des Hameçons et des Cabillauds
La bataille de Brouwershaven a eu lieu le 13 janvier 1426 dans la ville éponyme du comté de Zélande, entre Bourguignons et Anglais. C'est un épisode important de la guerre des Hameçons et des Cabillauds pour le contrôle des Pays-Bas. Jacqueline de Hainaut, comtesse de Hainaut, de Hollande et de Zélande, dame de Frise, chef de file des Cabillauds et porte-parole de la petite noblesse de Zélande, a levé une armée, soutenue en cela par Humphrey de Gloucester, son second mari.
Du côté des Hameçons, son cousin Jean IV de Brabant fait appel à Philippe III de Bourgogne.

## Description
Le duc de Bourgogne se met à la tête de ses armées, vassaux, milices des villes de Dordrecht, La Haye et Delft. Les forces zélandaises laissent venir leurs adversaires, pensant peut-être à un nouvel Azincourt. Les troupes anglaises sont canonnées et criblées de traits par les arbalétriers des milices. Forts de leur expérience les archers anglais restent imperturbables et couvrent de flèches les milices qui reculent. Les troupes anglaises contre-attaquent pour profiter de ce désarroi. Mais la chevalerie bien caparaçonnée entre en jeu et fait grand carnage parmi les troupes anglo-flamandes. Ces dernières se trouvent poussés vers une digue, où plus de trois mille combattants sont tués. Le Duc de Bourgogne lui-même indique que 200 anglais sont capturés. Un certain nombre de nobles locaux sont identifiés comme tués durant la bataille, bien que le seigneur Floris III van Haamstede figure parmi les prisonniers et Sir Fitzwalter se soit échappé.

## Conséquences
Cette défaite est terrible pour le parti de Jacqueline de Hainaut. Qui plus est, son mari  Humphrey se trouve rapidement englué dans les rets d'Éléonore Cobham, une dame de compagnie de Jacqueline. Son mariage dissous en 1428, Jacqueline de Hainaut se trouve sans soutien et ses biens mis sous la tutelle de Philippe III.